# Die Menschen stärken, die Sachen klären
Die Schrift Die Menschen stärken, die Sachen klären von Hartmut von Hentig ist eine Vortragssammlung aus der Zeit von 1973 bis 1984. Mit diesem Titel hat der Autor in einfachster Form die grundlegende Kritik gegenwärtiger Methodenpädagogik erläutert.

## Eine Erziehung des Menschengeschlechts?
Der erste Vortrag „Eine Erziehung des Menschengeschlechts?“ wurde im Sommer 1984 im Rahmen einer Vortragsreihe zum Thema „Das Elend der Aufklärung“ gehalten. Er umfasst 44 Seiten (S. 5 bis 48).
Die zentrale These des ersten Vortrags ist der Nachweis der Notwendigkeit der „Neuen Aufklärung“ (S. 47), die eine „Aufklärung der Aufklärung“ (S. 13) ist, für Wissenschaft wie Alltag und für Denken (und Sprechen) wie Handeln:
Menschen haben nur ihre Vernunft, um den Erfolg ihres Handelns (als Einzelner wie als Gesellschaft) zu fördern.
Diese Erfolgsförderung unterliegt deutlichen Grenzen (Endlichkeit und Fehlbarkeit der menschlichen Vernunft), diese Grenzen zu erkennen ist Teil der „Neuen Aufklärung“, welche einräumt, dass bspw. die Natur sich keineswegs völlig von der Vernunft (Naturwissenschaft) erschließen lässt und dass die Naturwissenschaft ihrerseits zwar (sachliches) Wissen aber keinen (moralischen) Sinn erzeugt.
Da die 'Alte Aufklärung' (des 18. Jahrhunderts) die Erziehung („Erziehung zur Aufklärung“ S. 39) als Hauptmittel zum Zwecke des Fortschritts der Menschheit (zum „Neuen Menschen“ (S. 21)) ansah (das 18. Jahrhundert gilt zugleich als das große Jahrhundert der Pädagogik), wird das „Elend der Aufklärung“ (S. 3) (auch ‚Dialektik der Aufklärung‘) in der aktuellen Diskussion der Pädagogik angelastet.
Das Elend besteht in akuten Problemen, welche die Durchrationalisierung der Lebenswelt (bspw. Industrialisierung) mit sich brachte wie bspw. Naturzerstörung, Entfremdung, Arbeitslosigkeit, Politikverdrossenheit (S. 14f.).
Dieses Elend macht eine „Aufklärung der Aufklärung“ notwendig und nicht ein starres Festhalten am alten aufklärerischen Fortschrittsdenken („der fortgesetzten kopflosen Flucht nach vorn“ (S. 15)). Man soll die Alte Aufklärung aber deshalb nicht völlig verwerfen, sondern aus ihr lernen und die gesellschaftlichen Institutionen (wie bspw. die Schule) den veränderten geschichtlichen Umständen (bspw. Klimakrise) anpassen. Die für uns heute noch wichtigen Kerngedanken der Alten Aufklärung sind keine Vorschriften (bspw. wie das glückliche Leben auszusehen hat), sondern (insgesamt zehn) Einschränkungen (S. 37). Seine Punkte sind hier der Verständlichkeit halber in umgekehrter Reihenfolge wiedergegeben:
1. Die heutige Aufklärung ist eine andere als die des 18. Jahrhunderts.
2. Aufklärung drängt zu Fortschritt (weg vom als falsch Erkannten, hin zum als wahr Erkannten).
3. Die Aufklärung richtet sich nicht gegen jedwede Art von Religion, verweist sie aber auf die Bereiche, die der Vernunft unzugänglich sind (bspw. ob es einen Gott gibt).
4. Menschen sind frei, aber füreinander verantwortlich: Die eigene Freiheit endet bei der Schädigung anderer. Keiner kann einem diese Verantwortung abnehmen.
5. Aufklärung (Vernünftigkeit) ist eine „Lebensform“ (S. 30), die das ganze (private wie öffentliche) Leben umfasst und der Einübung bedarf.
6. Die Welt ist mittels Vernunft erklärbar (womöglich nie gänzlich, aber auf jeden Fall ein Stück weit).
7. Menschen sind individuell verschieden, haben aber gleiche Würde und daher gleiche Rechte.
8. Der einzelne Mensch ist von Geburt aus weder gut noch böse.
9. Vernunft ist sowohl individuell wie sozial notwendig („Der Mensch ist … vernunftpflichtig.“ (S. 23))
10. Der Mensch wird nicht frei geboren, sondern muss sich seine Freiheit erarbeiten (hauptsächlich durch individuelles Lernen und die Umgestaltung gesellschaftlicher Umstände).

Nachdem Hentig geklärt hat, was Aufklärung seiner Meinung nach heute bedeutet, wendet er sich der aktuellen Kritik an der Pädagogik zu, die sich der Aufklärung verpflichtet fühlt. Diese Kritik fasst er ebenfalls in zehn Punkten zusammen.
1. Pädagogik vom Kinde aus führe zu Sach-Unkenntnis.
2. Pädagogik der Selbstständigkeit (des Kindes) führe zu einer Unselbstständigkeit (Un-Mündigkeit).
3. Pädagogik der Selbstverwirklichung (des einzelnen Kindes) führe zu verantwortungsloser Aufsässigkeit.
4. Pädagogik ohne Auslese schädigt die Begabten zugunsten der Unbegabten.
5. Pädagogik ohne Leistungsprinzip führt zu „Bewährungsscheu“ (S. 42).
6. Pädagogik zur „Kritikfähigkeit“ (S. 42) führe zu „staatsfeindlicher Unzufriedenheit“ (ebd.).
7. Pädagogik mit Wissenschaftsorientierung verhindere verstehendes (kindgemäß konkretes) Lernen (durch Abstraktheit).
8. Pädagogik zur Schulung der formalen Geisteskräfte führe zum Verlust der gemeinsamen Geschichte (Erinnerungskultur).
9. Pädagogik, welche die individuellen Interessen des Kindes in den Vordergrund stellt, führe zur Zerstörung der bürgerlichen Moral (Nihilismus).
10. Pädagogik der lebenslangen Weiter-Bildung (wirtschaftliche Verschulung) führe nicht zu tiefergehender Lebens-Weisheit.
Hentig hält all diese Vorwürfe gegen die der Aufklärung verpflichtete Pädagogik für wichtig,
aber nicht für schlagend. Sie müssten auf die konkrete geschichtliche Lage unserer Gesellschaft hin durchdacht und angepasst werden.
Sein Projekt der Laborschule Bielefeld sieht er als konkrete Anwendung seines Vorschlags.

## Die Menschen stärken, die Sachen klären
Der zweite Vortrag wurde 1984 zum zehnjährigen Bestehen der Laborschule und des Oberstufenkolleg Bielefeld unter dem Titel „Die Menschen stärken, die Sachen klären“ gehalten. In der Sammlung erscheint er unter dem Titel Ist Vernunft lehrbar? 
Er umfasst 78 Seiten (S. 49 bis 126). Aufgrund des Umfangs wird hier Hentigs Gliederung für eine erste Orientierung übernommen. Es wird jeweils die zentrale These des Abschnitts benannt und anschließend werden die wichtigsten Argumente zusammenhängend wiedergegeben.

### 1. „Eine veränderte Sprache“ (S. 49 bis 59)
Die zentrale These des 1. Abschnitts von Hentigs Vortrag lautet: Ende des 20. Jahrhunderts brauchen wir in Deutschland eine neue Pädagogik (S. 58). Diese neue Pädagogik braucht eine „neue Sprache“ (S. 58), weil die alte Sprache der pädagogischen Diskussion der 1960er und 1970er Jahre für wichtige Teile der Bildung blind geworden ist.
Hentig schließt von den Sprachveränderungen in der pädagogischen Diskussion (weg von „Wesenswörtern“ hin zu „Funktionswörtern“) in den 1960er und 1970er Jahren auf das Erstarken der Zweckrationalität („funktionalistische Mentalität“ (S. 54)). Die Zweckrationalität kümmert sich nicht um die Sinnhaftigkeit (bzw. den moralischen Gesichtspunkt) von Handlungszielen (im Bereich der Pädagogik also den „Lernzielen“ (S. 106)), sondern fragt allein nach effektiven Mitteln, welche die ertragreichsten Ergebnisse („input-output-Verhältnis“ (S. 125)) bewirken.
Der neue Leitbegriff „Wissenschaftsorientierung“ führt zur Herausbildung von Fachdidaktiken als Abbilddidaktiken (als verkleinertes Abbild (didaktische Reduktion) der jeweiligen wissenschaftlichen Bezugswissenschaft). Leitbegriffe wie „Liebe“ (S. 51) verschwinden aus dem pädagogischen Diskurs, weil sie nicht operationalisierbar (also sinnlicher Wahrnehmung nicht eindeutig zugänglich und anschließend  verrechenbar) sind: Es gibt kein Thermometer, das den Liebesgrad eines Schülers vor, während oder nach dem Unterricht sicher bestimmen könnte. Begründet wird dieser verengte Blick mit der zeitgenössisch modernen Lerntheorie des Behaviorismus, der alle innerseelischen Vorgänge als spekulativ, weil nicht genau messbar, aus der Wissenschaft verbannt. Dennoch ist ein liebevolles pädagogisches Verhältnis laut geisteswissenschaftlicher Pädagogik eine Grundvoraussetzung für „Bildung“ (S. 53), und Bildung ist „Formung des Bewusstseins“ (S. 53).
Insgesamt fallen dieser Zweck-Weg-Rationalisierung die Bereiche sowohl des Guten (Moral) als auch des Schönen (Ästhetik) zum Opfer. Angesichts des „Sputnik-Schocks“ (S. 54) wurden diese wesentlichen Bereiche der Menschlichkeit für höhere wirtschaftlich-technische Ausbildung geopfert („Ausschöpfung der Begabungsreserven“, S. 55). Aber Bildung hat nicht nur individuellen und gesellschaftlichen (wirtschaftlichen) Wohlstand zu fördern, sondern auch den einzelnen gegen wirtschaftliche Ausbeutung, politische Anpassung und kulturellen Selbstverlust (Identitätsbildung) zu rüsten. Die zeitgenössische Systemkritik (Marxismus und Tiefenpsychologie) richten sich aber gegen ihre einzige eigene Waffe, die bewusstseinsformende Bildung: Sie verdammen Bildung generell, weil sie angeblich immer ein Instrument der Herrschenden ist, die damit ihre Herrschaft sichern (Indoktrination).

### 2. „Ein gleichbleibendes Problem?“ (S. 59 bis 71)
Der 2. Abschnitt gibt Auskunft über das „Hauptziel“ (S. 60) der neuen Pädagogik: „Die Menschen stärken und die Sachen klären“ (S. 59). Wissenschaft (und pädagogische Wissenschaftsorientierung) klärt Sachen, stärkt aber Menschen nicht automatisch, denn sie beantwortet keine lebenswichtigen Sinnfragen. Sie klärt Menschen über wirkungsvolle Mittel auf (Technik), die er dann nach Belieben einsetzen kann. Da der technische Fortschritt einen Grad erreicht hat, der Mittel zur Weltzerstörung (bspw. Atomwaffen) hervorbringt, muss die Neue Aufklärung nach der Verantwortung der Wissenschaft fragen. Der wissenschaftlich-technische Fortschritt muss sich der Sinnfrage stellen (Ist oder wäre diese oder jene technische Erfindung gut? (Folgenabschätzung)), ein blindes Fortschreitenlassen bringt keine Lösung, sondern häuft nur noch mehr Probleme an.
Menschen benötigen Sachwissen, aber kein „Stückwissen“ (S. 70) (fachwissenschaftliches Spezialwissen), sondern ein Überblickswissen über jene gesellschaftlichen Verhältnisse, die ihr Leben täglich bestimmen und die heute oft als alternativloser „Sachzwang“ hingestellt werden und die Stärke für das als moralisch richtig und wahr bzw. gegen das als moralisch schlecht und falsch erkannte notfalls auch gegen die Mehrheit einzustehen.
Die (irrtümlich immer noch) wertfreie Wissenschaft kann die anstehenden gesellschaftlichen Probleme nicht im Sinne des technischen Fortschritts lösen, weil sie selbst nie objektiv war, sondern als gesellschaftliche Institution selbst in die Systemzwänge verflochten ist (Forschungsergebnisse hängen zum Beispiel nicht unwesentlich vom Geldgeber des Forschungsinstitut ab wie bspw. die Akademie für Tabakstudien zeigt).
Im normalen Leben belohnen die gesellschaftlichen Systeme heute immer noch die konforme Anpassung und nicht die nicht konforme Selbstbestimmung. Das sabotiert die Grundlage der Demokratie (Böckenfördsches Diktum), welche auf den selbstständigen Sachverstand (Mündigkeit) ihrer Bürger angewiesen ist, weil die Bürger politische Entscheidungen treffen müssen (bspw. bei der Wahl einer Partei). Schule muss hier einen „Schonraum“ (S. 113) schaffen, der so frei von Systemzwängen ist (pädagogische Freiheit), dass er den Schülern diese nonkonforme Selbstständigkeit zugesteht und sie so genügend Selbstwertgefühl aufbauen können, um für den Rest ihres Lebens (als erwachsene Bürger) für das als wahr und gut Erkannte auch gegen die Mehrheit einstehen. Sie muss die dazu nötige Willenskraft und das dazu nötige Wissen vermitteln, damit die Schüler als Erwachsene die gesellschaftlichen Systeme (durch demokratische Beteiligung) so verändern können, dass die gesellschaftlichen Probleme (Schlüsselprobleme) gelöst werden können.

### 3. „Skepsis und Zuversicht“ (S. 72 bis 82)
Die zentrale These des 3. Teils lautet: Die Neue Aufklärung muss unser Bewusstsein mit systematischer Skepsis schärfen. „Skepsis heißt […] verstehen, warum man etwas nicht kann.“ (S. 72). In seinem 1. Vortrag wird nachdringlich darauf hingewiesen, dass die Neue Aufklärung aber nicht bloß aus Skepsis bestehen darf, sondern auch (die kritisierten gesellschaftlichen Institutionen veränderndes) Handeln umfassen muss. In seinem 3. Vortrag weist Hentig zudem darauf hin, dass Skepsis als Mittel der Aufklärung immer einen positiven Standpunkt (Zutrauen zur Vernunft) braucht, von dem aus sie kritisiert: Es gibt also immer als positiv anerkannte Wertungen und es handelt sich folglich nicht um eine nihilistische Totalskepsis (die einfach gegen alles ist).

#### 3.1 Fortschritt und Demokratie (S. 73 ff)
Gesellschaftliche Systeme (bspw. Gesetze) stoßen durch den wissenschaftlichen Fortschritt bei bestimmten technischen Entwicklungen an moralische Grenzen (bspw. Embryo- und Humangenetik-Diskussion). Hier müssen die Menschen (als Bürger) bestehende Institutionen verändern oder neue einführen, mit welchen sie gemeinsam leben wollen. Dieser Entscheidungsprozess (deliberative Demokratie) darf nicht von Systemen (bspw. von Experten aus Wirtschaft oder Wissenschaft) übernommen werden, über welche die davon betroffenen Menschen keine Macht haben.

#### 3.2 „Verstand versus Vernunft“ (S. 76 ff)
Die Menschen in einer Demokratie müssen gegen offensichtliche gesellschaftliche Fehlentwicklungen Stellung beziehen. Das atomare Wettrüsten ist ein Beispiel für eine solche Fehlentwicklung: Es wird bloß noch über Mittel (größer, schneller, weiter, mehr) und nicht mehr über Zwecke (Weltzerstörung als unvermeidbare Folge beim Einsatz der Atom-Waffen) nachgedacht (Zweckrationalität). Die schrittweise Abschaffung dieser Fehlentwicklungen mit konkreten sofort einsetzenden Einzelmaßnahmen ist hierbei besser, als hochgestochene Ziele (Utopien wie ewigen Weltfrieden).

#### 3.3 „Vernunft versus Natur“ (S. 78 bis 82)
Gegen das Problem der Überbevölkerung der Welt in absehbarer Zukunft hilft nicht das wirtschaftliche Fortschrittsdenken, dass Bevölkerungswachstum bei wachsendem Wohlstand abnimmt, weil unser Planet die für einen solchen Grad an Wohlstand (wie ihn heutige westliche Industrienationen ihren Bürgern bieten) für alle Menschen nicht genügend Rohstoffe vorhanden sind (vgl. Die Grenzen des Wachstums). Ohne politische Eingriffe könnte die Erde (rein technisch betrachtet) 12 Milliarden Menschen ernähren. Jedoch will kein Mensch unter den dafür nötigen Zuständen (sehr niedrige Lebensqualität) leben. Geburtenkontrolle und Sterbehilfe sind aber nach wie vor Tabuthemen für die westliche Politik. Damit sich das ändert und die Neue Aufklärung auch diese Tabuthemen bearbeitet, braucht es (durch die Neue Pädagogik gebildete) starke Menschen.

### 4. „Auflehnung gegen den Verstand?“ (S. 82 bis 91)
Die zentrale These des 4. Abschnitts ist, dass sich die Vernunft gegen den zur Zeit selbstherrlich herrschenden Verstand (Zweckrationalität) auflehnen und die Ziele (Sinn- bzw. Wertfragen) klären muss, welche die Gesellschaft mit der ihr zu Gebote stehenden technischen Mitteln verfolgen sollte (bspw. Solar- statt Kohlekraftwerke durch Umweltschutzgesetze fördern).
Verstand ist Zweckrationalität und „gibt an, wie etwas getan […] werden kann“ (S. 88). 
Für die vielen durch (von der Vernunft abgekoppelten) Zweckrationalität (des ewigen technischen Fortschritts ohne Klärung von Sinnfragen) heute entstandenen Probleme (bspw. Identitätskrise, Entfremdung, Umweltzerstörung, Weltzerstörungsgefahr, Überbevölkerung, Arbeitslosigkeit, Verrechtlichung) sind politische Lösungen, welche die gesellschaftlichen Systeme verändern, notwendig (und nicht bloß individuelle Einzelaktionen). Die für diese Veränderungen nötigen politischen (demokratischen) Abstimmungsprozesse setzen ein gemeinsames Verstehen der Probleme (Gemeinverständlichkeit) bei den abstimmenden Menschen (also den Bürgern und nicht Gremien aus Experten) voraus, das bedeutet das pädagogische Leitziel „die Sachen klären“ für die öffentliche Bildung (Allgemeinbildung).
Vernunft klärt, „was getan […] werden soll“ (S. 88). Die Wertbasis der Vernunft sieht Hentig in der Menschenwürde, die „in den Menschenrechten ausbuchstabiert ist“ (S. 88). Die Menschenrechte sind das „Grundgesetz“ (S. 88) der Neuen Aufklärung. Nicht klärbare Wertfragen müssen mit „Toleranz“ (S. 89) ausgehalten werden, weil die menschliche Vernunft immer auch irren kann (Fallibilismus). Toleranz ist daher die „wichtigste Aufgabe“ (S. 88) der Neuen Pädagogik. Was nicht klärbar ist, kann nur die je eigene kritisch bemühte Vernunft des einzelnen Menschen (und nicht etwa ein gesellschaftliches System von oben herab) bestimmen.

### 5. „Alternativen zur Vernunft?“ (S. 91 bis 99)
Hentig untersucht im 5. Abschnitt die zeitgenössische „Gegenaufklärung“ (S. 91), die sich der Rationalität verweigert. Die Gegenaufklärung widerspricht dem pädagogischen Leitziel „die Sachen klären“. Folglich bietet die Gegenaufklärung keine Alternative zur Vernunft (der Neuen Aufklärung) im Bereich der Pädagogik.
Prototypen für Gegenaufklärung sind esoterische Hellseherei (bspw. durch meditative Erleuchtung oder orgiastischen Rausch), wissenschaftliches Fachchinesisch („Abstraktion“ (S. 93)) und Mythos. Hellseherei ist eine für andere Menschen nicht nachvollziehbare Schau der Wahrheit. Fachchinesisch ist für alle Nicht-Experten unverständlich. Mythos bspw. in Gestalt populärer Literatur (bspw. Fantasy-Romane) ist zwar gemeinverständlich, zeigt aber die Einzeltaten von moralisch integeren Helden oft mit Zauberei als Allheilmittel und blendet die zur Lösung aktueller Probleme nötige politische Zusammenarbeit mit wirklich zur Verfügung stehenden Mitteln aus.

### 6. „Ist Vernunft lehrbar?“ (S. 99 bis 105)
Vernunft ist lehrbar, indem die Schule Menschen auf das Leben (außerhalb der Schule) vorbereitet. Diese Vorbereitung besteht darin, sie über jene Dinge aufzuklären, welche die Lebenswelt der Menschen bestimmen („die Sachen klären“) und zugleich ihr Selbstwertgefühl zu stärken („die Menschen stärken“).
Die zeitgenössische Regelschule vermisst (Vergleichstests), selektiert (Ziffernzensuren) und überwältigt (hierarchische Schulstruktur) die Menschen. Die bürokratische Auftrennung von Sachwissen (bspw. in den Schulfächern Physik oder Biologie), Wertfragen (bspw. in den Schulfächern Sozialkunde oder Ethik) bezüglich der Sachgegenstände und Tugend (verstanden als persönlicher Haltung zum behandelten Sachgegenstand) (bspw. durch Kopfnoten) paart sich mit fallender Wichtigkeit: Während das Sachwissen entscheidend für schulische Abschlüsse ist, spielen Wertfragen nur eine geringe Rolle und besteht die Tugendhaftigkeit des Schülers lediglich im Konformismus (Gehorsam). Persönliches Engagement für Dinge, die einem wichtig sind (bspw. Umweltschutz), bleibt Privatsache.
Die Neue Pädagogik für das ausgehende 20. Jahrhundert fordert ganzheitlichen ungefächerten Unterricht („Universalunterricht“ bzw. „Lebensunterricht“ (S. 101)), die von lebensnahen Situationen ausgeht und immer den großen Zusammenhang (bspw. zur Menschheitsgeschichte) herstellt. Das gemeinsame Erlebnis steht im Mittelpunkt und nicht die Belehrung. Das Zutrauen der Menschen in die eigene Vernunft soll gestärkt und die Skepsis gegenüber der Zweckrationalität gesellschaftlicher Institutionen geschärft werden.

### 7. „13 Lernbedingungen“ (S. 106 bis 125)
Hentig formuliert im 7. Abschnitt „Lernbedingungen“ in Abgrenzung zu seinen in früheren Werken formulierten „Lernzielen“ (S. 106), weil der Begriff „Ziel“ zu stark mit einer an Machbarkeit ergebnisorientierten Pädagogik zusammenhängt. Alle 13 Lernbedingungen können nur erfüllt werden, wenn den Schulen mehr Freiheit in ihrer Gestaltung (pädagogische Freiheit) gelassen wird, als es derzeit der Fall ist. Alle Lernbedingungen dienen der Neuen Aufklärung, welche das Lernen um die Sinndimension erweitert und nicht auf bloßen Kenntnis- oder Fähigkeitserwerb (durch Auswendiglernen und Einüben) verkürzt.
1. Zuversicht muss durch eigene erfolgreiche Handlungen aufgebaut werden.
2. Zeit für individuelle Lernwege muss in der Schule gelassen werden (keine Hast für Scheineffektivität oder bürokratische Zeitgleichschaltung), weg mit dem 45-Minuten-Takt.
3. Erwerbsarbeit wird immer weniger, deshalb muss Sozialarbeit aufgewertet (und bezahlt) werden, ebenso wie Lernarbeit (und nichtkommerzieller wissenschaftlicher Fortschritt). Schule muss als Gesellschaft im Kleinen (Polis-Konzept) auf dieses Leben vorbereiten.
4. Für das Leben lernt man nicht in Massenklassen, 15 Schüler pro Klasse sind optimal.
5. Schule darf keine Lehranstalt sein, sie sollte ein Lebensort sein, an dem die Schüler lernen können, wie man die Schule (als Gesellschaft im Kleinen) durch demokratische Mittel schrittweise verbessern kann.
6. Systematischer Fächerunterricht über soziale Probleme wirkt erst ab der Pubertät, davor kann nur das Einhalten der Regeln im täglichen Umgang eingeübt werden. Dennoch ist die Grunderfahrung wichtig, dass diese Regeln demokratisch beschlossen werden, sonst bleiben sie Schülern fremd und bewirken maximal äußerlichen Konformismus aus Angst vor Strafe.
7. Die zentrale Aufgabe der Schule ist die Aufklärung: Schüler müssen verstehend lernen, also stets ihre angeeigneten Kenntnisse argumentativ begründen können. Von unbegründbaren Glaubenssätzen (bspw. Existenz Gottes) müssen Schüler die Unbegründbarkeit nachweisen können und zugleich den Sinn des Glaubens tolerieren lernen.
8. Soziale Ungleichheit ist unvermeidbar für die Gegenwartsgesellschaft (bspw. wegen der Arbeitsteilung). Schule sollte dem Rechnung tragen, aber erst in der Sekundarstufe II, vorher ist individualisierter Unterricht und der Aufbau des Selbstwertgefühls für jeden einzelnen nötig.
9. Die Körperlichkeit muss in der Schule wieder beachtet werden: Junge Menschen haben ein großes Bewegungsbedürfnis, dem anders Rechnung getragen werden muss, als es beim am Leistungssport orientierten Schulsport geschieht.
10. Die Neuen Medien (bspw. Internet) müssen als Informationslieferanten anerkannt werden, dürfen aber nicht als Wissenslieferant missverstanden werden: Wissen benötigt eigenständiges Ordnen der Informationen in Gedanken- und in Sprachform. Je mehr Informationen man benutzt, umso größer wird der Ordnungsaufwand (Informationsflut).
11. Lehrer müssen Kindern ein (mögliches) gutes, das heißt glückliches und gerechtes, Leben vorleben. Sie dürfen beim Jugendkult nicht mitmachen. „Erwachsen sein ist kein […] Zustand, es ist eine Pflicht“ (S. 122).
12. Lehrer müssen gegen den „Therapismus“ (S. 122) arbeiten, der aus Sachproblemen Beziehungsprobleme (also aus sozialen Problemzuständen individuelle Probleme) macht und so den Menschen die Kraft zur Veränderung der gesellschaftlichen Systeme nimmt. Wenn es gesellschaftliche Umstände gibt, welche die Menschen krank machen (bspw. ADS aus übermäßigem Medienkonsum, aber auch bei Depression oder Burnout durch Mobbing), dann müssen diese Umstände verändert und nicht bloß der Leidende als Einzelfall therapiert werden.
13. Kinder brauchen Zeit für sich. Ewiges Antreiben und Zeitdruck stören das Lernen, indem mit Schulangst, Aggressionen oder Schwänzen reagiert wird.

## Über die Schwierigkeit, eine Gesellschaft aufzuklären, die sich für aufgeklärt hält
Der dritte Vortrag wurde 1973 in der Zeit der Studentenbewegung vor der Humanistischen Union gehalten unter dem Titel „Über die Schwierigkeit, eine Gesellschaft aufzuklären, die sich für aufgeklärt hält“. Er umfasst 53 Seiten (S. 127 bis 179).
Die zentrale These des Vortrags ist, dass Aufklärung ein unabschließbarer Prozess ist und kein endgültig erreichbarer Zustand. Unabschließbar ist der Aufklärungsprozess, weil er eine falsche Meinung nur von einem anderen (unhinterfragt absoluten) Standpunkt aus als falsch identifizieren kann. Dieser Standpunkt kann sich jedoch auch als falsche Meinung entpuppen, was aber wiederum nur festgestellt werden kann, indem man einen anderen (unhinterfragt absoluten) Standpunkt einnimmt usw. So hinterfrage die Aufklärung bspw. worin die Autorität von Religion oder Staat bestehe. Das Ziel der Aufklärung ist immer das Gleiche: Individuelles und gemeinsames Glück (gutes Leben) soll gefördert werden. Gefördert wird das Glück auf indirekte (negative) Weise, indem erkannt werden soll, was diesen Zielzuständen im Weg steht und dann konkrete Maßnahmen ergriffen werden können, diese Missstände schrittweise abzuschaffen (Stückwerk-Sozialtechnik).
Die alte Aufklärung (des 18. Jahrhunderts) reiche heute also nicht mehr aus, weil sie sich auf das Erkennen der Missstände beschränkte und die Veränderung der gesellschaftlichen Institutionen der Obrigkeit überließ (vgl. 158–162). Obwohl sehr viele Tabus heute aufgeklärt sind, bleiben die Erkenntnisse ohne Einfluss auf das alltägliche Handeln der Mehrheit der Menschen (die weiterhin bedingungslos an Gott glauben oder dem Staat blind gehorchen). Die Alte Aufklärung beurteilte die Irrtümer ihrer Zeit vom Standpunkt der Rationalität aus. Dieser eindimensionale Standpunkt muss heute erweitert werden, da die Wichtigkeit von Emotionalität (bspw. für unser tatsächliches Handeln auch wider besseres Wissen) durch die moderne Psychologie nachgewiesen wurde. Das hat auch konkrete Folgen für die Schule: Jüngere Schüler (vor der Pubertät) können noch nicht mit formalen Argumentationen umgehen, hier liegt eine emotionale Grundlegung von Gewohnheiten in der Verantwortung der Lehrer. Die auf diesem Niveau nötigen Erklärungen können in Form von Erzählungen (wie bspw. Märchen) vermittelt werden. Im späteren Schulleben müssen diese Regeln und die ihnen zugrunde liegenden Werte dann aber immer tiefer erörtert werden, denn ihr Sinn erschließt sich den Schülern nur über ihre Begründung. Moralische Selbstständigkeit (Mündigkeit) kann nicht allein aus „passiver Aufklärung“ (S. 167) entspringen, also durch von einer Autorität verordnete Regeln und als wahr verbürgtes Wissen (ohne Begründungen). Zwei grundlegende Tugenden sind notwendig, damit Aufklärung zur Selbstaufklärung werden kann: Wahrhaftigkeit und Freundlichkeit (S. 170) für „geistiges und emotionales Zutrauen“ (S. 170).
Die Mittel der Aufklärung sind im Laufe der Zeit selbst zur „Gegenaufklärung“ (S. 128) geworden, die das Vertrauen in die eigene Sinneswahrnehmung und den eigenen  gesunden Menschenverstand untergraben und Autoritätshörigkeit erzeugen, statt Allgemeinverständlichkeit einzuklagen:
Die Wissenschaft ist durch ihr „Fachchinesisch“ für die Allgemeinheit unverständlich. Zudem entledigt sie sich ihrer moralischen Verantwortung in politischen Entscheidungen durch Bezug auf Statistik, die aber nur sagt was IST und nicht sagen kann, was sein SOLL. Diese Denkweise geht bis in den Alltag hinein, wenn Lehrer bei der Benotung von Klassenarbeiten bestrebt sind, die statistische Normalverteilung (Gaußsche Glockenkurve) herzustellen, weil es in dieser Denkweise undenkbar ist, dass bspw. fast alle Schüler die Bestnote erhalten (sondern immer nur wenige sehr gute und sehr schlechte Zensuren vergeben werden dürfen).
Im Zusammenhang mit den Naturwissenschaften als zeitgenössisches Ideal von Wissenschaftlichkeit (vor allem mathematische Physik) überhaupt wird die kausale Erklärungsweise zur einzig anerkannten. Alternative Erklärungsweisen (wie hermeneutische Deutung) werden entwertet. Bestimmte Dinge sind aber nicht kausal erklärbar (bspw. der freie Wille des Menschen), andere sind noch nicht einmal durch sinnliche Beobachtung eindeutig erfassbar (bspw. Schulangst).
Kritik und Emanzipation als Mittel der Aufklärung schlagen nur dann nicht in Gegenaufklärung um, wenn sie schrittweise und immer im Bereich der Möglichkeiten derjenigen bleibt, welche sie ausüben, sonst schlagen sie schnell in Resignation oder Aggression um.
Um die oben aufgeführten Fehlentwicklungen in der Schule zu vermeiden, gibt Hentig fünf Regeln an, die hier zusammengefasst wiedergegeben werden:
1. Sei immer „redlich und freundlich“, (also wahrhaftig und tolerant)!
2. Kläre nur jene gesellschaftlichen Probleme auf, die im Bereich der „Erfahrungs- und Handlungsmöglichkeiten“ (S. 173) der Schüler liegen, und kläre auf „anschauliche und diskursive“ (S. 175) Weise (entsprechend dem Entwicklungsstand der Schüler gewichtet) auf!
3. Lass die Schüler selbst mögliche Lösungen für die gesellschaftlichen Probleme finden, die Handlungen beinhalten, die innerhalb der Handlungsmöglichkeiten der Schüler liegen!